# N11 (Luxemburg)
De N11 (Luxemburgs: Nationalstrooss 11) is een Luxemburgse weg met een lengte van ongeveer 32 kilometer. De route verbindt Luxemburg-stad met de Duitse grens bij Echternach, waar het aansluit op de Duitse L1. Het grootste deel is uitgevoerd als een driestrooksweg, waarbij de middelste strook afwisselend wordt gebruikt door de beide richtingen. De snelheidslimiet is 110 km/h.
Tussen de A7 en Echternach maakt de E29 ook gebruik van deze route. In het verleden maakte de E421 gebruik van de route tussen Luxemburg-stad en de A7.
De N11 liep tot ongeveer het jaar 2016 door Junglinster heen. Om de doorstroming van het verkeer en de veiligheid te verbeteren werd de weg om Junglinster heen aangelegd. Het gedeelte door Junglinster werd vervolgens omgenummerd naar CR121a.

## N11a
De N11a is een ongeveer 700 meter lange verbinding bij Echternach. De route verbindt de doorgaande route van de N10 met Duitsland waar het over gaat in de B257. De E29 maakt alleen tussen de rotonde en de brug over de Sûre uit van de N11a. De E29 gaat verder via de N11b en de N10 richting het centrum van Echternach.

## N11b
De N11b is een ongeveer 300 meter lange route bij Echternach.. De route verbindt de N10 met de N11a. De E29 maakt tevens gebruik van deze route.

## N11c
De N11c is een ongeveer 230 meter lange route in Graulinster en sluit aan op de N11 en N14.

## N11d
De N11d is een ongeveer 900 meter lange route in Gonderange.. De route vormt deels een afrit van de N11 en deels de parallelweg langs de N11 naar de CR121a (de oude N11 door Junglinster).
N1 ·
N2 ·
N3 ·
N4 ·
N5 ·
N6 ·
N7 ·
N8 ·
N10 ·
N11 ·
N12 ·
N13 ·
N14 ·
N15 ·
N16 ·
N17 ·
N18 ·
N19 ·
N20 ·
N21 ·
N22 ·
N23 ·
N24 ·
N25 ·
N26 ·
N27 ·
N28 ·
N31 ·
N32 ·
N33 ·
N34 ·
N35 ·
N37 ·
N38
N50 ·
N51 ·
N52 ·
N53 ·
N55 ·
N56 ·
N57